# Libón
Libón je rijeka na otoku Hispanioli, desni pritok rijeke Artibonite. Dio je međunarodne granice između Dominikanske Republike i Haitija.